# Avengers (EP)
Avengers è il secondo ed ultimo EP del gruppo punk rock statunitense Avengers, pubblicato dalla White Noise Records nel 1979 dopo lo scioglimento della band.

## Descrizione
L'EP venne prodotto dal chitarrista Steve Jones dei Sex Pistols. Il disco è conosciuto anche con il titolo White Noise EP, un riferimento al nome della casa discografica. L'omonimo album del 1983 contiene le medesime versioni dei brani White Nigger e Corpus Christi presenti nell'EP, mentre le altre due tracce sono differenti versioni.

## Tracce
Lato A
1. The American in Me – 2:10
2. Uh Oh! – 3:06

Lato B
1. Corpus Christi – 3:32
2. White Nigger – 3:35

## Formazione
- Penelope Houston – voce
- Greg Ingraham – chitarra in The American in Me, Uh Oh! e White Nigger
- Brad Kunt – chitarra in Corpus Christi
- Danny Furious – batteria
- Jimmy Wilsey – basso